# 多尔诺
多尔诺（義大利語：Dorno），是意大利帕维亚省的一个市镇。总面积30平方公里，人口4624人，人口密度154.1人/平方公里（2009年）。国家统计（ISTAT）代码为018061。